# バイカル (港)

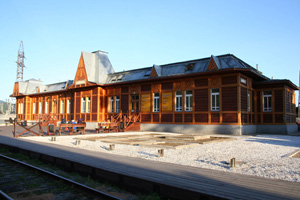
ポート・バイカル駅（バイカル湖岸鉄道）

バイカル（ロシア語: Байка́л）は、ロシア連邦のイルクーツク州スリュジャンスク地区にある村。イルクーツクから60キロメートル南東にある。アンガラ川がバイカル湖から流れ出す所の左岸にある。右岸にはリストヴャンカの町がある。観光用バイカル湖岸鉄道の始点・終点になっている。人口は425人（2010年）。1989年は613人だった。

## 歴史
バイカルは2014年までは労働集落であったが、それ以来集落に格下げされている。

## 交通
観光用バイカル湖岸鉄道の始点・終点になっていて、駅名は「ポート・バイカル」。アンガラ川対岸のバイカル湖上のリストヴャンカへは、RO-RO船のフェリーが通っている。

## 参照項目
- バイカル湖岸鉄道